# داستان قسمت
داستان قسمت (به هندی: Kahani Kismat Ki) یا داستان سرنوشت فیلمی محصول سال ۱۹۷۳ و به کارگردانی آرجون هینگورانی است. در این فیلم بازیگرانی همچون درمندرا، ریکا، آجیت خان، بهارات بوشان، آبی باتاچاریا ایفای نقش کرده‌اند.

## خلاصه داستان
آجیت و پدرش هردو سارق هستند.طی یک تعقیب و گریز نفس گیر پدر آجیت به ضرب گلوله پلیس کشته میشود و آجیت برای چندسال روانه زندان می گردد.پس از آزادی در محضر خدا و مادرش سوگند یاد می‌کند که دیگر دست به دزدی و خلاف نزند.اما شرایط زندگی مهلت چندانی به او و قسمش نمی دهد.اما سوال اصلی این است که او قربانی سرنوشت است یا قربانی دسیسه شیاطین؟

## بازیگران و صداپیشگان
| نقش          | بازیگر          | دوبلُر                   |
| آجیت         | درمندرا         | منوچهر زمانی            |
| ریکا         | رکا             | زهره شکوفنده            |
| پریمچند      | آجیت خان        | حسین رحمانی             |
| مادر آجیت    | سلوچنا لاتکار   | سیمین سرکوب             |
| پدر آجیت     | ابی باتاچاریا   | سیامک اطلسی             |
| کرمچند       | آرجون هینگورانی | پرویز ربیعی             |
| گوپورام شرما | راجندرانات      | پرویز ربیعی             |
| دکتر         | بهارات بوشان    | شهروز ملک آرایی         |
| چاندا        | جی شری دی       | مهین برزویی             |
| خواهر آجیت   |                 | مهین برزویی             |
| برادر آجیت   |                 | ناهید امیریان شمس آبادی |